# Berufsfachschule für Informatik
Bei der Schulform Berufsfachschule für Informatik unterscheidet man die einjährige sowie die zweijährige Schulform. Die einjährige Berufsfachschule für Informatik führt bei entsprechendem Notendurchschnitt zum erweiterten Sekundarabschluss I, die zweijährige Berufsfachschule für Informatik ist eine schulische Ausbildung zur/zum „staatlich geprüfte/r technische/r Assistent/in für Informatik“ oder zur/zum „staatlich geprüften Informationstechnischen/r Assistent/in“.
Der folgende Text bezieht sich im Wesentlichen auf die zweijährige Berufsfachschule für Informatik.
Als Eingangsvoraussetzung für diese Schulform ist der Realschulabschluss oder ein gleichwertiger Abschluss notwendig. Die Schulform dauert zwei Jahre. Es ist eine vollständige Berufsausbildung, d. h., es kann eine qualifizierte Arbeitstätigkeit aufgenommen werden. Außerdem kann eine weiterführende berufliche Schule besucht werden, um die Fachhochschulreife, die fachgebundene Hochschulreife oder die allgemeine Hochschulreife zu erlangen.
Die Ausbildung ist gekennzeichnet durch vielseitige praktische Handlungen, Projekte und vieles mehr, was das eigenverantwortliche und teamorientierte Lernen der Auszubildenden fördert. Praktika werden, je nach Schulkonzept und Lehrplan auch betreut, entweder empfohlen oder sind verpflichtender Bestandteil der Ausbildung. Den allgemeinbildenden Unterricht bilden die Fächer Sozialkunde, Englisch, Religion und Sport.
BBuIT (Berufsbezogener Unterricht IT) umfasst:
- Software entwickeln und anpassen,
- Dokumente erstellen,
- Datenbanken erstellen und pflegen,
- Netze nach Vorgaben einrichten,
- Elektronische Schaltungen,
- Rechner in technische Prozesse einbinden,
- Einzelplatzrechner einrichten und administrieren,
- Betriebswirtschaftlich wirken
- Mathematik